# Mosse-Stift

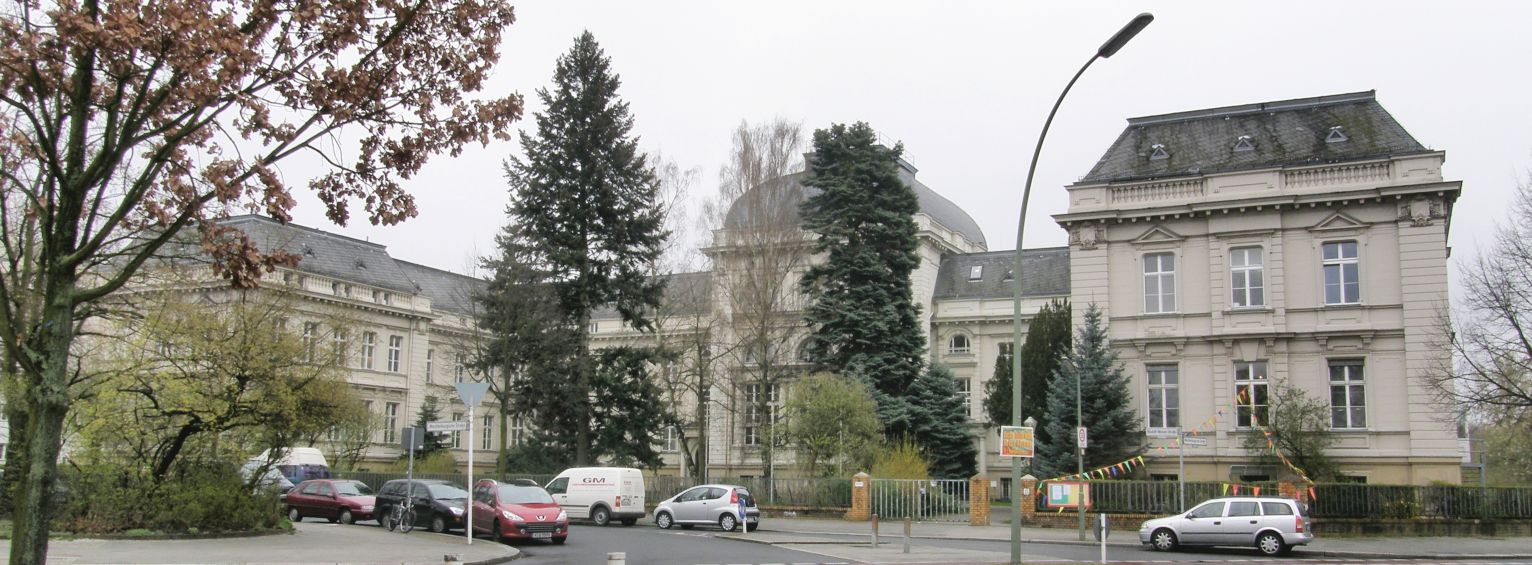
Mosse-Stift in Berlin-Wilmersdorf

Das Mosse-Stift ist ein Gebäude an der Rudolf-Mosse-Straße im Berliner Ortsteil Wilmersdorf des Bezirks Charlottenburg-Wilmersdorf, das 1893–1895 errichtet wurde. Es ist benannt nach seinen Stiftern Emilie und Rudolf Mosse, die hier ein interkonfessionelles Waisenhaus errichten ließen.

## Geschichte

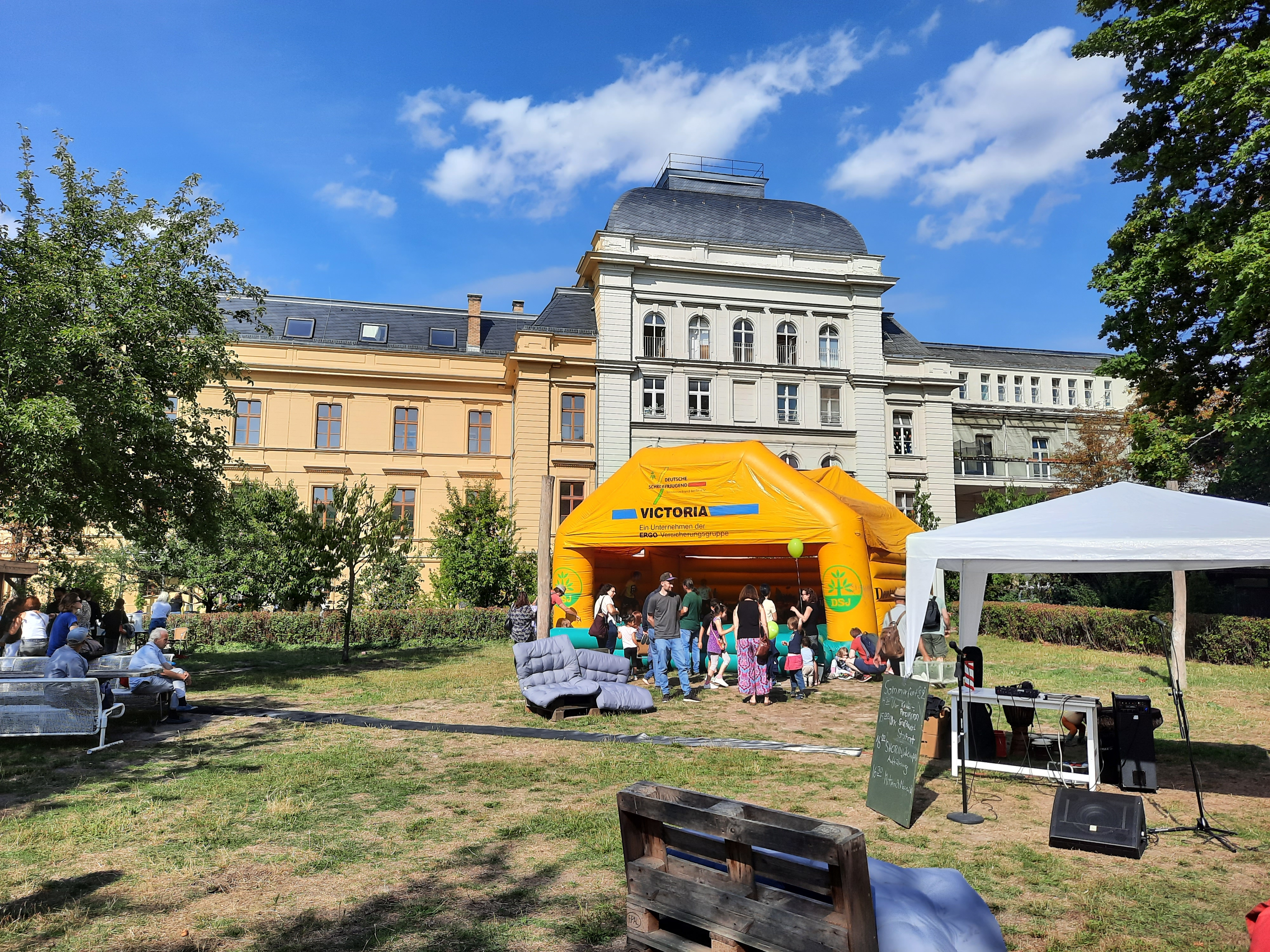
Kinderfest im Mosse-Stift

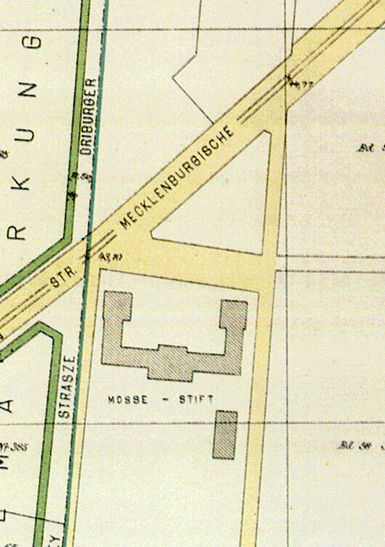
Lage des Mosse-Stifts an der Mecklenburgischen Straße, 1907

Ende des 19. Jahrhunderts stifteten der wohlhabende Zeitungsverleger Rudolf Mosse und seine Frau Emilie ein interkonfessionelles Waisenhaus für 100 Kinder. Hierfür erwarben sie ein fünf Morgen (rund 12.500 m²) großes Grundstück abseits der vorhandenen Bebauung zwischen den Dörfern Wilmersdorf und Schmargendorf. Am Nordrand des Geländes, an der Mecklenburgischen Straße, der alten Verbindungsstraße zwischen den beiden Dörfern, wurde 1893 bis 1895 ein palastartiges Gebäude errichtet, südlich davon auf dem verbleibenden Gelände ein Park angelegt. Das historisierende Gebäude wurde als neobarocke Dreiflügelanlage mit überkuppeltem Mittelrisalit angelegt. Über einem Souterrain besitzt das Gebäude durchgehend zwei Vollgeschosse und ein ausgebautes Dachgeschoss. Das Dach ist mit schwarzen Schieferplatten gedeckt. Über den Architekten herrschen unterschiedliche Angaben; sowohl Gustav Ebe als auch Alfred Sproemberg werden genannt.
Die Einrichtung wurde unter dem Namen Mossesche Erziehungsanstalt für Knaben und Mädchen am 1. April 1895 eröffnet, für deren Betrieb das Ehepaar 1908 die Emilie- und Rudolf-Mosse-Stiftung gegründet hatte. In der Stiftungsurkunde hieß es zum Zweck der Stiftung: „Die Stiftung bezweckt die unentgeltliche Pflege bedürftiger Kinder, vorzugsweise aus den gebildeten Ständen ohne Unterschied des Glaubensbekenntnisses.“ Ziel der Mosses war es, Kindern aus dem verarmten Mittelstand, die von der öffentlichen Armenfürsorge kein Hilfe erwarten konnten, eine qualifizierte Bildung und Ausbildung zu ermöglichen. Gründungsdirektor und langjähriger Heimleiter der Mosseschen Erziehungsanstalt war Georg Heinitz, der Vater von Ernst Heinitz. Er war jüdischen Glaubens und vor seiner Berufung an das Mosse-Stift acht Jahre Erzieher an der Jacobsonschule
gewesen, einer Realschule in Seesen. Nach dem Tod Rudolf Mosses konnte seine Witwe zur Zeit der Inflation die Einrichtung nicht weiter betreiben und schenkte das Gebäude 1922 der Stadt Berlin mit der Auflage, es unter Beibehaltung des Namens weiterhin für die Kinder- und Jugendwohlfahrt zu nutzen. Heinitz wurde als Direktor in den städtischen Dienst übernommen.

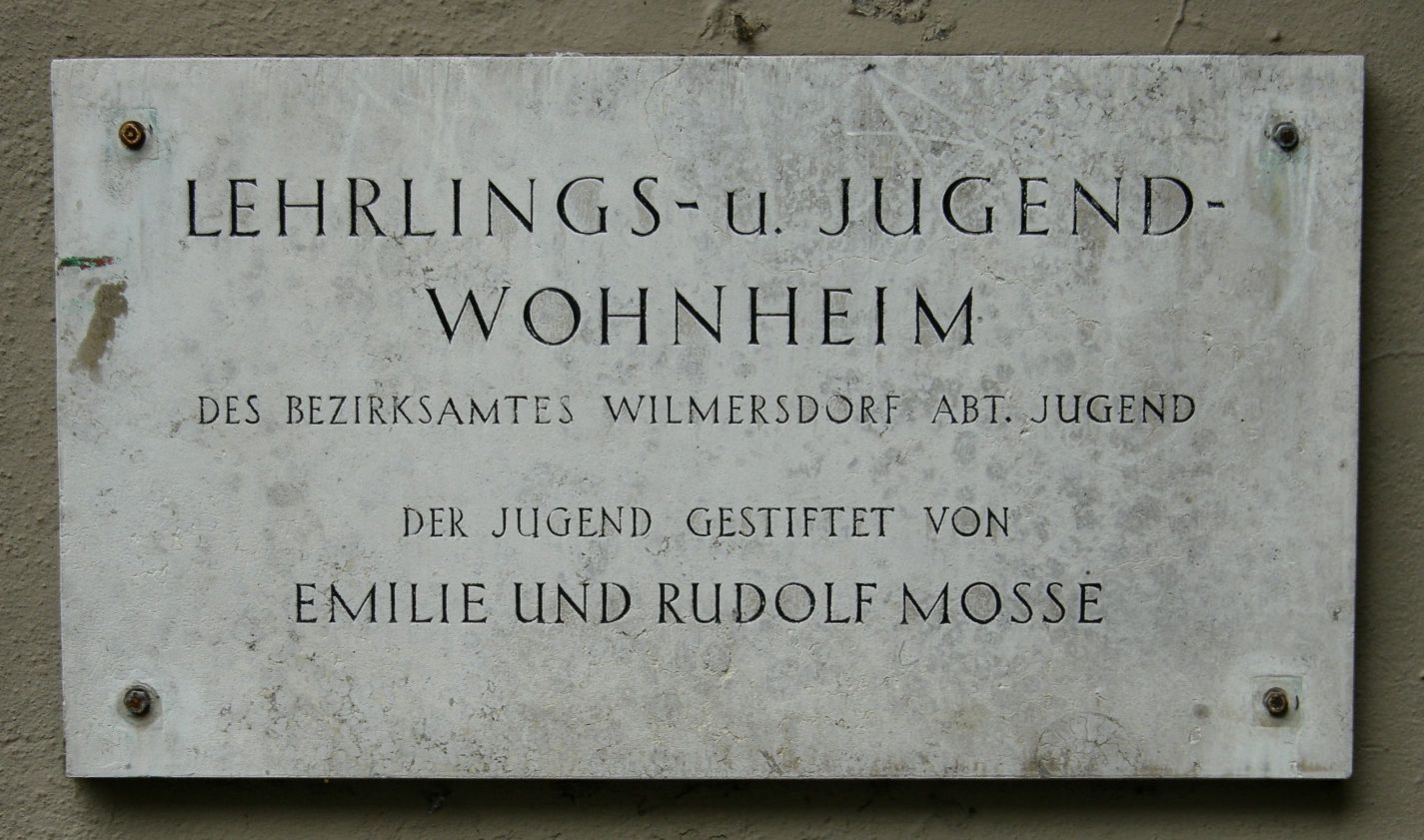
Gedenktafel für Emilie und Rudolf Mosse

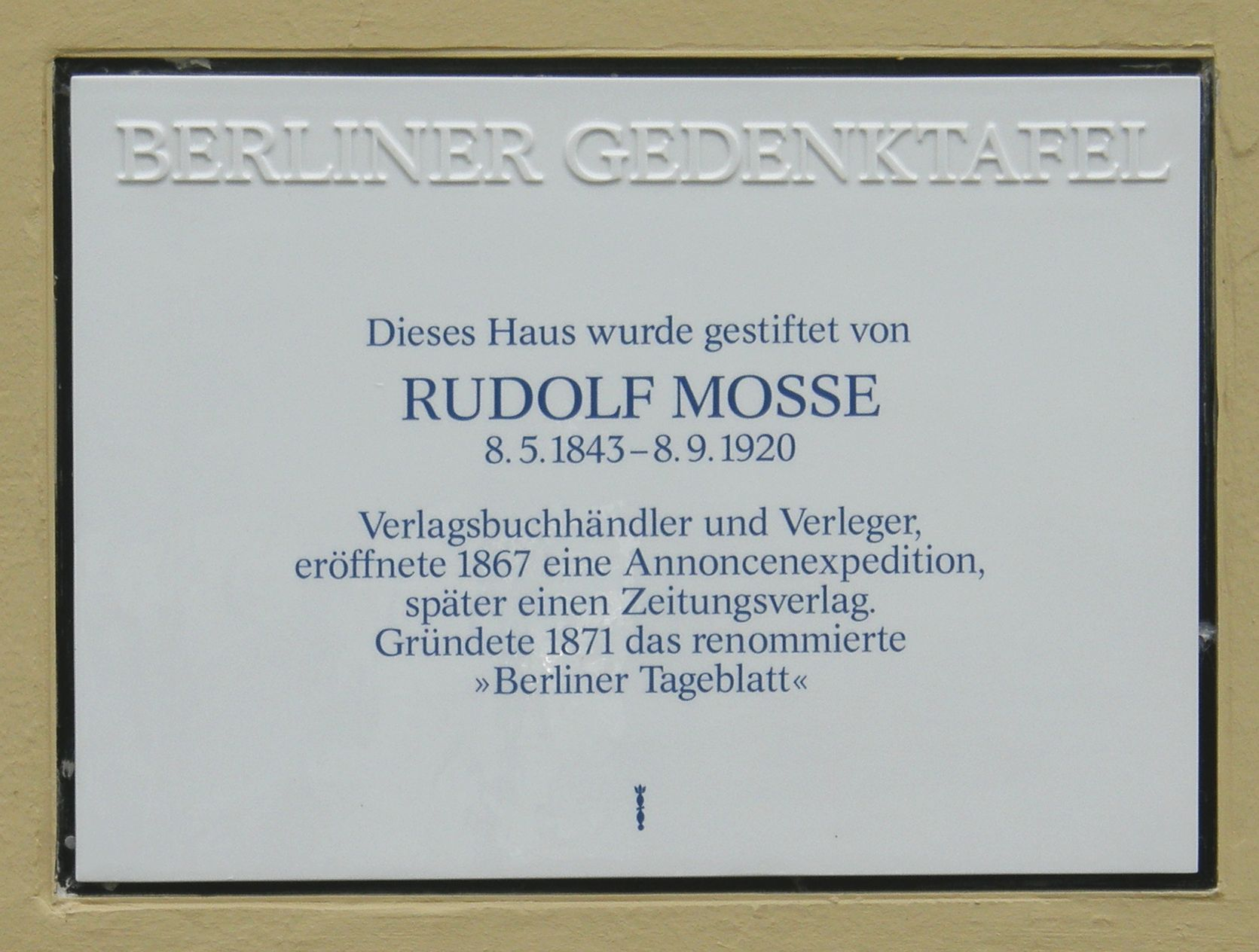
Berliner Gedenktafel für Rudolf Mosse

Nach der ursprünglichen Nutzung als Erziehungsanstalt erfolgte unter der Regie des Bezirks Wilmersdorf 1928–1929 ein Umbau zu einem Lehrlings- und Säuglingsheim. Unter den Nationalsozialisten verschwand der Name der jüdischen Stifter und das Haus wurde 1936 zur Knesebeck-Kinderklinik und nach dem Zweiten Weltkrieg zur Städtischen Kinderklinik Wilmersdorf. 1977–1981 erfolgte ein weiterer Umbau für die Nutzung als Rehabilitationszentrum. Bereits in den 1980er Jahren wurde jedoch das Haus wieder als Lehrlings- und Jugendwohnheim genutzt. Seit Ende der 1990er Jahre befinden sich wieder hauptsächlich Kinder- und Jugendeinrichtungen in dem Gebäude. Darunter ist das Kinder- und Jugendfreizeitzentrum „InSideOut“ der Deutschen Schreberjugend, drei Kindertagesstätten, zwei Kinder- und Jugendwohngruppen, die Landesgeschäftsstelle und zwei Ortsverbände des Bundes der Pfadfinder*innen sowie – seit 2014 – das Umwelt- und Naturschutzamt des Bezirksamtes Charlottenburg-Wilmersdorf. Im ehemaligen Park befindet sich unter anderem ein großer Kinderspielplatz und ein Abenteuerspielplatz.
Das Gebäude steht heute unter Denkmalschutz. Am Eingang rechts des Mittelrisalits befindet sich eine Gedenktafel für Emilie und Rudolf Mosse aus der Zeit, als das Gebäude als Lehrlings- und Jugendwohnheim diente. An der Querfront des Westflügels wurde am 9. Mai 1989 zusätzlich eine Berliner Gedenktafel für Rudolf Mosse angebracht. Nachdem diese hinter einem emporwachsenden Nadelbaum kaum noch sichtbar war, wurde sie im Mai 2007 zum Ostflügel versetzt.

## Belege
1. ↑  Eintrag 09011513 in der Berliner Landesdenkmalliste
2. 1 2  Architekten- und Ingenieur-Verein zu Berlin (Hrsg.): Sozialbauten. Berlin und seine Bauten, Teil VII, Band B. Ernst & Sohn, Berlin 2003, S. 25 und 324
3. 1 2  Rede des Bezirksbürgermeisters Horst Dohm zur Enthüllung der Gedenktafel für Rudolf Mosse am 9.5.1989 am Rudolf-Mosse-Stift
4. ↑  Guide to the Papers of the Mosse Family, 1676-2001 Leo Baeck Institute, Center for Jewish History (englisch)
5. ↑  Zitiert nach Rede des Bezirksbürgermeisters Horst Dohm zur Enthüllung der Gedenktafel für Rudolf Mosse am 9.5.1989 am Rudolf-Mosse-Stift
6. ↑  E. Philippson: Bericht über die Jacobson-Schule. Jäger & Sohn, Goslar 1895, S. 11
7. ↑  Elisabeth Kraus: Die Familie Mosse. C.H. Beck, München 1999, S. 421

Koordinaten: 52° 28′ 28,5″ N, 13° 18′ 13,4″ O